# 総社・一宮バイパス

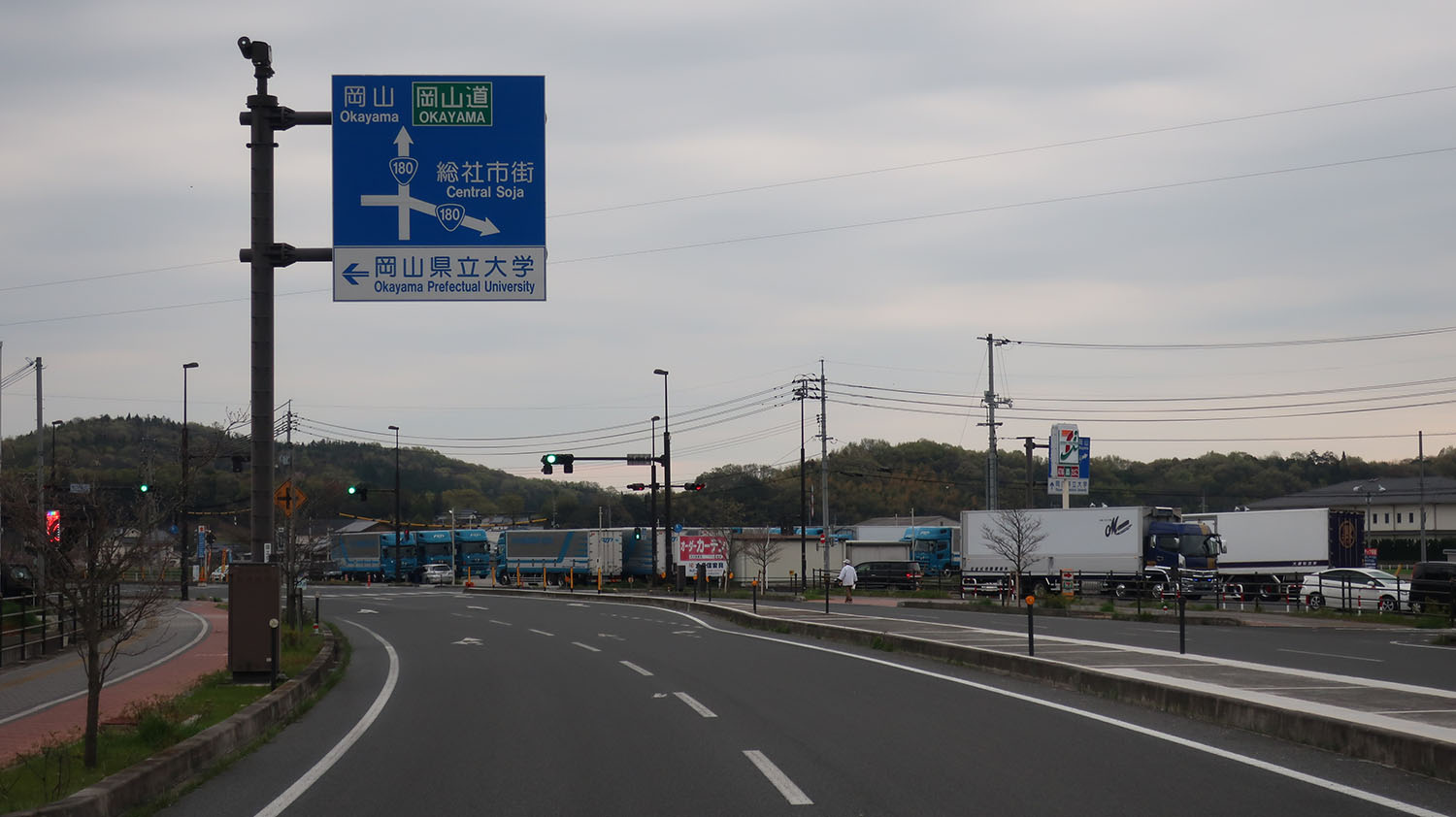
総社・一宮バイパス
総社市窪木付近

総社・一宮バイパス（そうじゃいちのみやバイパス）は岡山県岡山市北区楢津から総社市井尻野を通る予定の国道180号のバイパス道路である。

## 概要
地域・標識によっては総社バイパス、一宮バイパスと分割した表記になっている場合がある。うち総社バイパス区間は国道429号との実質的な重複（両共用）区間となっている。
現在、建設が進められており、一部の区間（総社バイパスのうち総社市北國府から岡山市北区高松田中間、および一宮バイパスの岡山市北区楢津から同一宮山崎間）が暫定的に供用されている。全面開通すれば最終的には国道180号楢津東交差点より岡山西バイパスにつながり、起点部の一部区間は地域高規格道路「岡山環状道路」の一部を構成することになる。

### 路線データ（計画予定）
- 起点：岡山県岡山市北区楢津（楢津東交差点）
- 終点：岡山県総社市井尻野（予定。現時点では総社市小寺）
- 延長：15.9 km
- 設計速度：60 km/h
- 道路幅員：22.0 m - 30.0 m
- 車線数：4車線

また、一部では国道429号との重複区間となっている。

## 沿革
- 1973年（昭和48年） : 事業化。
- 1988年（昭和63年）8月 : 都市計画決定（総社地区）。
- 1991年（平成3年）2月 : 都市計画決定（一宮地区）。
- 1993年（平成5年）9月 : 総社市長良地区（延長0.95 km）の4車線供用。
- 1994年（平成6年）3月 : 岡山市門前 - 総社市長良（延長0.40 km）の4車線供用。
- 1996年（平成8年）4月 : 総社市長良 - 窪木（延長0.40 km）の4車線供用。
- 2008年（平成20年）3月22日 : 総社市窪木 - 総社（延長1.6 km）の4車線供用。
- 2016年（平成28年）3月20日 : 岡山市北区楢津 - 岡山市北区一宮山崎（延長1.5 km）の暫定2車線供用[1]。
- 2023年（令和5年）1月29日 : 総社市総社 - 小寺（延長1.9 km）の暫定2車線供用[2]。
- 2025年度（令和7年度） : 岡山市北区一宮山崎 - 今岡（延長0.7 km）を吉備SIC24時間化・大型車対応に合わせて暫定2車線で供用開始予定[3]。

## 地理

### 通過する自治体
- 岡山県
  - 岡山市（北区） - 総社市

### 接続道路
- 岡山自動車道岡山総社IC
- 国道429号（総社バイパス区間は重複区間）

### 交差する道路
- 上側が起点側、下側が終点側。左側が上り側、右側が下り側。
- 交差する道路の特記がないものは市道。
- 楢津東交差点 - 小山交差点間はキロポストの前にBPがつく。

| 交差する道路                          | 交差する道路                  | 交差する場所 （）は地名 | 起点から (km) | 備考 | 所在地     |
| ------------------------------------- | ----------------------------- | ----------------------- | ------------- | ---- | ---------- |
| 国道180号（岡山西バイパス） 玉野方面  |                               |                         |               |      |            |
| 国道180号 （現道）                    | 国道180号 （現道）            | 楢津東                  | 5.6           |      | 岡山市北区 |
|                                       |                               | （楢津）                | 6.0           |      | 岡山市北区 |
| -                                     |                               | （一宮山崎）            | 6.4           |      | 岡山市北区 |
| 旧中世山陽道                          | 旧中世山陽道                  | （一宮山崎）            | 7.0           |      | 岡山市北区 |
| E2 山陽自動車道 吉備SIC（下り線）方面 | -                             | （今岡）                |               |      | 岡山市北区 |
| E2 山陽自動車道 吉備SIC（上り線）方面 | -                             | （今岡）                | 7.7           |      | 岡山市北区 |
| 県道239号上芳賀大窪線                 | 県道239号上芳賀大窪線         | （松尾）                |               |      | 岡山市北区 |
| 県道61号妹尾御津線                    | 県道61号妹尾御津線            | （福谷）                |               |      | 岡山市北区 |
| 県道241号長野高松線                   | 県道241号長野高松線           | （平山）                |               |      | 岡山市北区 |
| 国道429号                             | 国道180号 （現道）            | 小山                    | (13.7) 15.0   |      | 岡山市北区 |
|                                       |                               | 門前                    | 15.1          |      | 岡山市北区 |
|                                       |                               | 福崎                    | 15.2          |      | 岡山市北区 |
| E73 岡山自動車道 岡山総社IC           |                               | 高松田中                | 15.9          |      | 岡山市北区 |
|                                       | -                             | （高松田中）            | 16.1          |      | 岡山市北区 |
|                                       | -                             | 長良                    | 17.0          |      | 総社市     |
|                                       | 国道180号 （現道）            | 県立大学入口            | 17.4          |      | 総社市     |
|                                       |                               | 窪木                    | 17.7          |      | 総社市     |
| 県道192号服部停車場線                 |                               | 服部駅入口              | 18.0          |      | 総社市     |
|                                       |                               | 南溝手                  | 18.2          |      | 総社市     |
|                                       |                               | 植木                    | 18.4          |      | 総社市     |
|                                       | 国道429号（倉敷総社バイパス） | 北國府（きたこう）      | 19.0          |      | 総社市     |
| 県道271号総社足守線                   | 県道271号総社足守線           | 刑部（おしかべ）        | 19.8          |      | 総社市     |
|                                       |                               | 福井                    | 20.3          |      | 総社市     |
|                                       |                               | 小寺                    | 20.9          |      | 総社市     |
| この間未開通                          |                               |                         |               |      | 総社市     |
| 国道180号 （現道）                    | 国道180号 （現道）            | （井尻野）              | (22.6) 24.0   |      | 総社市     |
| 国道180号 高梁・新見方面              |                               |                         |               |      |            |